# USS Portsmouth (CL-102)
USS Portsmouth (CL–102) là một tàu tuần dương hạng nhẹ thuộc lớp Cleveland của Hải quân Hoa Kỳ được hoàn tất khi Chiến tranh Thế giới thứ hai sắp kết thúc. Nó là chiếc tàu chiến thứ ba của Hải quân Mỹ được đặt cái tên này, được đặt nhằm vinh danh cả hai thành phố Portsmouth, New Hampshire và Portsmouth, Virginia. Nó được đưa vào hoạt động quá trễ để có thể tham gia Thế Chiến II, và giống như hầu hết các tàu chị em cùng lớp, nó ngừng hoạt động không lâu sau đó, được đưa về lực lượng dự bị và không bao giờ phục vụ trở lại. Portsmouth bị tháo dỡ vào năm 1974.

## Thiết kế và chế tạo

### Thiết kế
Lớp Cleveland được thiết kế nhằm mục đích gia tăng tầm xa hoạt động, tăng cường hỏa lực phòng không và sự bảo vệ chống ngư lôi so với các tàu tuần dương Hoa Kỳ trước đây. Cho dù kém hơn ba nòng pháo 6-inch so với những chiếc lớp Brooklyn dẫn trước, hệ thống kiểm soát hỏa lực mới và tiên tiến hơn giúp cho lớp Cleveland có được ưu thế về hỏa lực trong chiến đấu thực tế. Tuy nhiên việc tăng cường thêm dàn hỏa lực phòng không hạng nhẹ cho đến cuối Thế Chiến II khiến các con tàu bị nặng đầu đáng kể.

### Chế tạo
Portsmouth được đặt lườn vào ngày 28 tháng 6 năm 1943 tại xưởng tàu của hãng Newport News Shipbuilding & Dry Dock Company tại Newport News, Virginia. Nó được hạ thủy vào ngày 20 tháng 9 năm 1944, được đồng đỡ đầu bởi bà Marian M. Dale và bà Sarah B. Leigh. Con tàu được cho nhập biên chế vào ngày 25 tháng 6 năm 1945 dưới quyền chỉ huy của hạm trưởng, Đại tá Hải quân Heber B. Brumbaugh.

## Lịch sử hoạt động
Sau khi chạy thử máy tại vùng biển ngoài khơi Cuba, Portsmouth được cho đặt căn cứ nhà tại Norfolk, Virginia, và hoạt động cùng với Lực lượng Phát triển Chiến thuật cho đến mùa Xuân năm 1946. Vào tháng 5, nó khởi hành cho một chuyến viếng thăm thiện chí đến Châu Phi, ghé thăm Cape Town, Lagos, Freetown, Monrovia, Dakar và Casablanca trước khi đi đến Địa Trung Hải, viếng thăm Naples và Palermo trước khi quay trở về nhà.
Ngày 25 tháng 11, Portsmouth lại lên đường quay trở lại Địa Trung Hải. Đến Naples vào ngày 7 tháng 12, con tàu vòng qua bán đảo để đi đến Trieste vào cuối tháng, và nó đã tuần tra tại khu vực Adriatic cho đến tháng 2 năm 1947 vào giai đoạn xảy ra các biến động chính trị tại đây. Trong tháng tiếp theo, nó quay lại Trieste trong hai tuần trước khi lên đường quay trở về Hoa Kỳ vào tháng 4. Đến tháng 11, chiếc tàu tuần dương lại lên đường hướng sang phía Đông đến Địa Trung Hải, rồi quay trở về Boston để đại tu vào 11 tháng 3 năm 1948. Sau khi hoàn tất việc sửa chữa, nó tiến hành các hoạt động thực hành tại vùng bờ Đông cũng như đưa lực lượng Hải quân Dự bị trong chuyến đi huấn luyện đến vùng biển Caribbe.
Vào ngày 9 tháng 3 năm 1949, nó đi vào Xưởng hải quân Philadelphia để chuẩn bị ngừng hoạt động. Portsmouth được cho xuất biên chế vào ngày 15 tháng 6 năm 1949 và được đưa về Hạm đội Dự bị Đại Tây Dương. Tên của nó được cho rút khỏi danh sách Đăng bạ Hải quân vào ngày 15 tháng 1 năm 1971, và con tàu bị bán để tháo dỡ vào năm 1974. Hai trong số các động cơ chính của nó vẫn tiếp tục phục vụ cho đến ngày nay tại cơ sở MARF cho lò phản ứng hạt nhân nguyên mẫu S7G tại Ballston Spa, New York.

## Phần thưởng[2][3]
|  |  |  |

| Huân chương Chiến dịch Hoa Kỳ | Huân chương Chiến thắng Thế Chiến II | Huân chương Phục vụ Chiếm đóng Hải quân |